# Universidad del Salvador
La Universidad del Salvador (USAL) es una universidad privada argentina confesional católica, con sede central en la Ciudad de Buenos Aires. Fue fundada por la Compañía de Jesús el 8 de junio de 1944 como el «Instituto Superior de Filosofía», en la sede del Colegio del Salvador. Después de la firma del Decreto Ley N.º 6.403, del 23 de diciembre de 1955, que permitía en su artículo 28.º la creación de universidades privadas en el territorio argentino, fueron fundadas el 2 de mayo de 1956 las «Facultades Universitarias del Salvador»; pero el 15 de mayo de 1958 cambiarían su nombre a «Institutos Universitarios del Salvador», hasta el 3 de diciembre de 1959, cuando en virtud del Decreto Nacional n.º 16.365, finalmente fue reconocida como universidad privada con su nombre actual. La USAL cuenta con sedes en Ciudad de Buenos Aires, la Provincia de Buenos Aires y en la Provincia de Corrientes.

## Reseña histórica
La abolición del monopolio estatal sobre la educación universitaria era una aspiración histórica, principalmente de la Iglesia católica, institución que había fundado las primeras universidades del país, luego expropiadas. Un antecedente claro en este respecto es José Manuel Estrada.
Hacia mediados del siglo XX, por decisión del ministro de Educación de facto, Atilio Dell'Oro Maini, la legislación sobre posibilidad de enseñanza privada se materializó gracias al Decreto Ley n.º 6.403, del 23 de diciembre de 1955, cuyo artículo 28.º permitió la creación de universidades privadas con capacidad para entregar títulos y diplomas académicos, consagrando así la autonomía universitaria. Gracias a estas gestiones, el 2 de mayo de 1956 fue creada la Universidad del Salvador, entre otras instituciones educativas superiores privadas, labrándose  el Acta de Fundación y designándose Vicedirector de "las Facultades Universitarias del Salvador" al R.P. Dr. Ismael Quiles, S.J. Posteriormente Quiles fue Decano de la Facultad de Filosofía, Vicerrector (de 1956 a 1962 y en 1965), Rector (1966 a 1970) y Rector de la Comunidad del Salvador y Prorrector de la Universidad (1970 a 1974).
Durante el gobierno del Presidente Arturo Frondizi, en el año 1958, se dictaron dos leyes cruciales: la aprobación del Estatuto del Docente y la que habilitó a las universidades privadas a emitir títulos profesionales. Fue sin dudas esta última la que motivó una gran protesta estudiantil conocida como "Laica o libre". Finalmente, el sector de radicales frondicistas, demócratacristianos, nacionalistas católicos y aliados, liderado por el Presidente Frondizi, logró la aprobación de esta reforma que llevó a que se otorgara personería jurídica a nuevas universidades.El 8 de mayo de 1958 la Universidad del Salvador logró su reconocimiento definitivo durante la gestión del P. José A. Sojo. Este fue sucedido en la organización de la misma (y también como rector del Colegio del Salvador) por el P. Eduardo Troncoso S.J.
El 19 de septiembre de ese año, el Consejo Superior de la Universidad se declararon las finalidades esenciales y específicas de la nueva casa de estudios:
a) "La formación integral, humanista, científica, artística, con las especialidades técnicas de ellas derivadas;
b) La presente finalidad implica:
1) la investigación científica;
2) la docencia superior;
3) la formación de investigadores, docentes y profesionales”.
Desde su fundación, la USAL dependió de la Compañía de Jesús, quien designó a sus más altas autoridades por intermedio de la Asociación Civil Universidad del Salvador. En marzo de 1975, la Compañía de Jesús confió la conducción a un grupo de laicos, quienes asumieron la responsabilidad de preservar la identidad de la Universidad del Salvador, en el cumplimiento de sus fines y objetivos.
El 25 de noviembre de 1977 el rector de la Universidad del Salvador, Francisco José Piñón, le entregó el título de profesor honorario  al almirante Emilio Eduardo Massera. El rector Piñón en el discurso de entrega dijo:  "La Universidad del Salvador, comunidad de la Iglesia enraizada en la Nación Argentina, abrevando en las fuentes de la historia, encuentra su misión particular en la formación de conciencias superiores". La ceremonia de homenaje  tuvo lugar en la sala de actos de la escuela Instituto Casa de Jesús, en la avenida Corrientes 4471. El entonces almirante Massera pronunció un discurso que comenzó de la siguiente manera: "Quiero agradecer en nombre de la armada el otorgamiento de esta importante distinción por parte de las autoridades de la Universidad del Salvador, distinción que he aceptado,exclusivamente, en la seguridad de que  no se trata de un homenaje personal,sino de un homenaje a la Fuerza que tengo el honor de comandar".  El evento fue filmado por equipos de la propia universidad y un fragmento de ese acto aparece en la película " La República Perdida".
El acto fue  cubierto por los principales periódicos nacionales que publicaron el discurso completo de Massera.  Se ha conjeturado que el otorgamiento del título a Massera podría ser una especie de un favor devuelto al mismo ante el caso de la desaparición de los jesuitas  Orlando Virgilio Yorio y Franz Jalics en mayo de 1976, quienes finalmente fueron liberados por los marinos de la Escuela de Mecánica de la Armada luego de meses de detención ilegal y torturas. Esta hipótesis se basa en los dichos posteriores de Francisco José Piñón quien contestó,  cuando fue interpelado públicamente, que el acto se había realizado para "salvar vidas".   
En el año 2011 desde el centro de estudiantes de la Facultad de Ciencias Sociales  se colocó una placa recordatoria de los estudiantes y docentes desaparecidos de la USAL. La placa se colocó en el edificio de la sede de la calle Hipólito Yrigoyen y contó con la participación y apoyo de diversos organismos de derechos humanos. El acto se realizó el 15 de abril del 2011.  Los estudiantes además de organizar el acto y presentar la primera lista de desaparecidos vinculados a la USAL, solicitaron a las autoridades de la universidad el retiro del título otorgado en 1977 a Massera. Las autoridades respondieron que no existían registros internos del otorgamiento de dicho título a Massera. En  marzo del año 2021 se volvió a solicitar el retiro del título honorífico desde el Espacio Interreligioso Patrick Rice, si bien la respuesta fue similar a la del año 2011 : " no hay antecedentes en nuestra Universidad de que se haya otorgado esa distinción a Massera", Desde entonces continúa una campaña de adhesiones en Argentina y el exterior  a los efectos de anular el título otorgado a Massera en 1977.

## Facultades y carreras

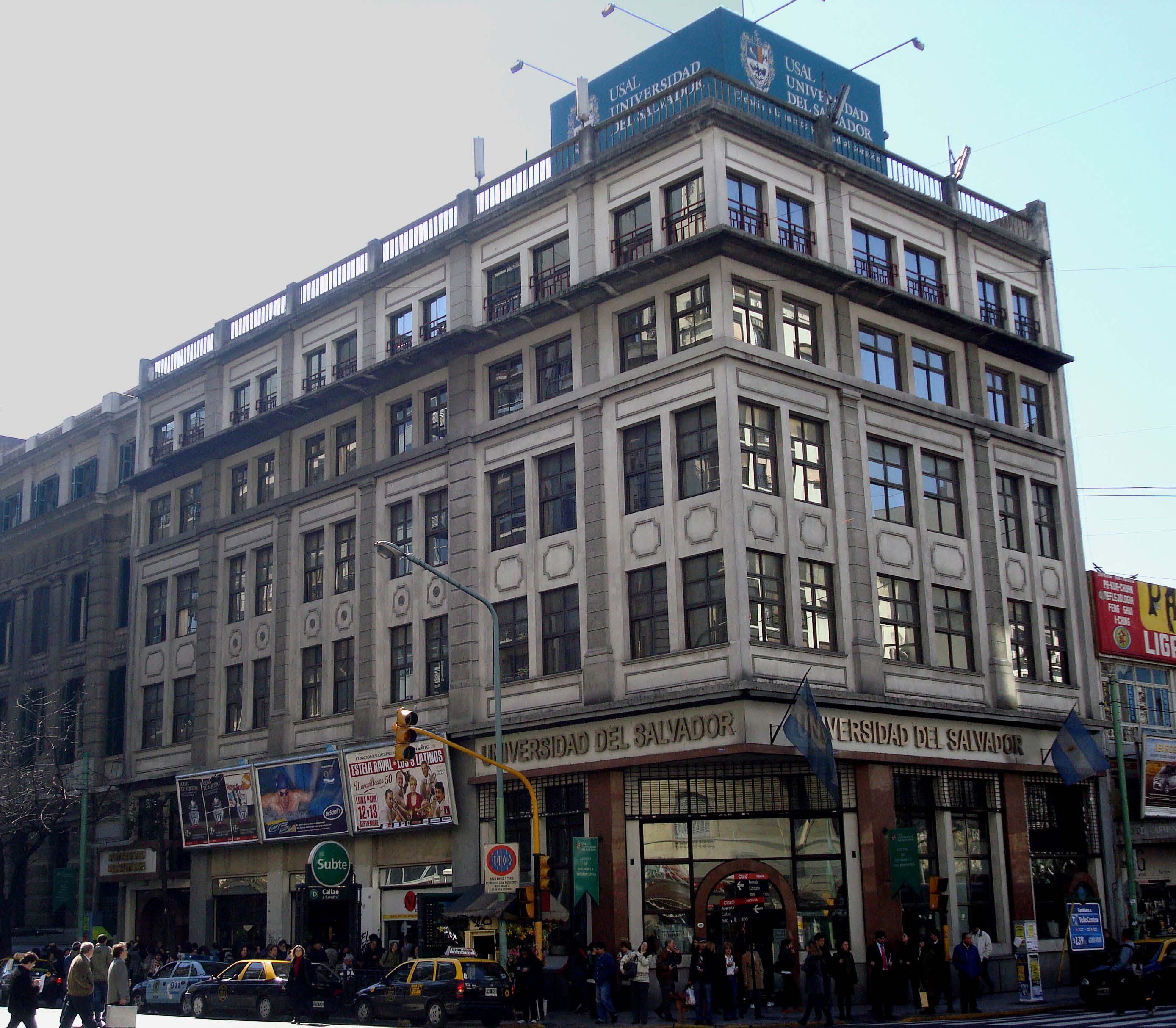
Callao y Córdoba, Centro de Informes e Inscripción.

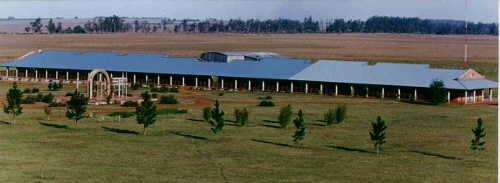
Sede Gobernador Virasoro de la USAL.

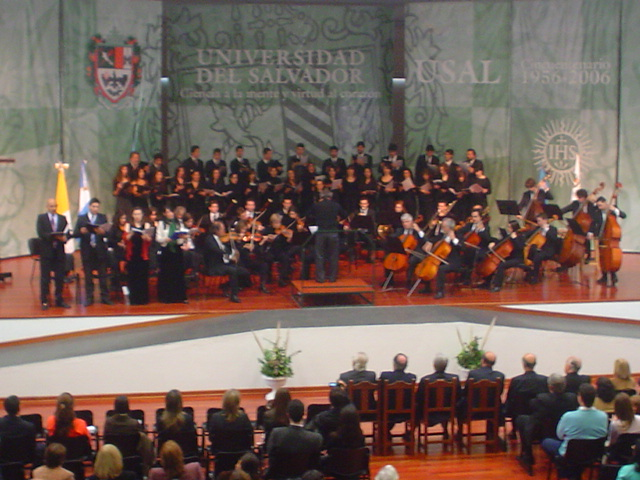
Coro y Orquesta de la USAL.

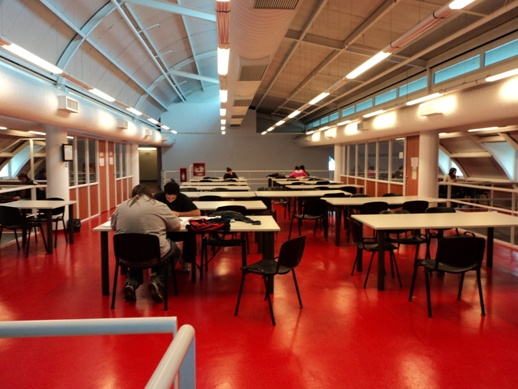
Biblioteca del Campus Pilar.

### Facultad de Ingeniería
- Ingeniería en Informática
- Sistemas de Información
- Ingeniería Industrial

### Facultad de Psicología
- Educación Inicial
- Psicología
- Psicopedagogía

### Facultad de Ciencias Agrarias y Veterinarias
- Agronomía (*)
- Veterinaria (*)
- Tecnicatura Universitaria en Producción Ganadera
- Ingeniería Forestal

(*) Se dicta en dos delegaciones: Pilar (prov. de Buenos Aires) y Gdor. Virasoro (prov. de Corrientes)

### Facultad de Ciencias Económicas y Empresariales
- Actuario
- Administración Bancaria
- Administración
- Administración de Recursos Humanos
- Administración Franco Argentina
- Comercialización
- Comercio Internacional
- Comercio Internacional - Doble Título con Francia
- Contador Público
- Economía de Empresa
- Economía Política
- Economía con:
  - LiGEI - Doble Diploma con Alemania
  - LiGEI - Doble Diploma con Francia
- Mercado de Capitales
- Gerenciamiento Económico Intercultural - LiGEI - Doble Diploma

### Facultad de Ciencias de la Educación y de la Comunicación Social
- Periodismo
- Publicidad
- Relaciones Públicas
- Ciencias de la Comunicación (con orientación en Medios y Entretenimientos)
- Ciencias de la Comunicación (con orientación en Comunicación Política)
- Ciencias de la Comunicación (con orientación en Comunicación Institucional)
- Ciencias de la Comunicación (con orientación en Comunicación Digital)
- Maestría en Comunicación Corporativa e Institucional
- Maestría en Marketing Político
- Maestría en Comercialización y Comunicación Publicitaria
- Maestría en Periodismo de Investigación
- Posgrado en Periodismo de Investigación USAL-PERFIL
- Ciclo Pedagógico Universitario
- Licenciatura en Ciencia de la Educación
- Licenciatura en Educación Especial
- Profesorado Universitario en Educación Especial con orientación en Sordos e Hipoacúsicos
- Profesorado Universitario en Educación Especial con orientación en Discapacidad Intelectual
- Ciclo Pedagógico Semipresencial (Postitulo)
- Especialización Superior en Dirección de Instituciones Educativas (Postitulo)
- Maestría en Dirección de Instituciones Educativas
- Doctorado en Ciencia de la Educación

### Facultad de Ciencias Jurídicas
- Abogacía - Plan tradicional
- Abogacía - Plan Franco-Argentino
- Martillero y Corredor Universitario
- Notariado (Postítulo)

### Facultad de Ciencias Sociales
- Ciencia Política
- Relaciones Internacionales
- Sociología
- Servicio Social
- Seguridad Pública

### Facultad de Filosofía, Historia, Letras y Estudios Orientales
- Filosofía
- Historia
- China Contemporánea (Tecnicatura)
- Estudios Orientales
- Letras
- Corrector Literario (título intermedio de la licenciatura en Letras)
- Tecnicatura Universitaria en Yoga
- Gestión e Historia de las Artes

### Escuela de Lenguas Modernas
- Interpretación de Conferencias en inglés
- Lengua Inglesa
- Traductorado Científico-Literario en inglés
- Traductorado Público de inglés
- Traductorado Científico Literario en Portugués
- Traductorado Público de Portugués
- Traductorado Público en Italiano
- Traductorado Científico-Literario en Italiano

### Facultad de Geografía y Turismo
- Organización de Eventos (Tecnicatura)
- Turismo y Hotelería
- Higiene y Seguridad en el Trabajo
- Ciencias Ambientales
- Gestión e Historia de las Artes

### Facultad de Medicina
- Dermatocosmiatria (Tecnicatura)
- Enfermería
- Fonoaudiología
- Medicina
- Musicoterapia
- Nutrición
- Odontología
- Tecnología para Diagnóstico por Imágenes
- Terapia Física
- Terapia Ocupacional
- Facultad de Psicología y Psicopedagogía

### Facultad de Ciencias Agrarias y Veterinarias
- Carrera de Agronomía (**)
- Carrera de Veterinaria (**)
- Tecnicatura Universitaria en Producción Ganadera
- Ingeniería Forestal

(**) Se dicta en dos delegaciones: Pilar (prov. de Buenos Aires) y Gdor. Virasoro (prov. de Corrientes)

### Facultad de Arte y Arquitectura
- Arquitectura
- Artes del Teatro / Escenografía

### Escuela de Deportes
- Actividad Física y Deportiva

### Escuela de Arte y Diseño
- Arte y Diseño Digital
- Gestión e Historia de las Artes
- Diseño Gráfico

## Campus Nuestra Señora del Pilar
El 15 de agosto de 1987, con la presencia del entonces Rector Dr. Juan Alejandro Tobías, se realizó la colocación de la piedra fundamental del Campus "Nuestra Señora del Pilar", un predio de 67 hectáreas ubicado en Pilar, zona norte de la provincia de Buenos Aires, ubicada a 60 km de la Ciudad Autónoma de Buenos Aires. El 4 de junio de 1988 se realizó la bendición del complejo polideportivo, el 3 de junio de 1988 la del pabellón destinado a actividades académicas, el 17 de octubre de 2000 el Auditorio y el 17 de mayo de 2004 se inaugura el edificio de la Biblioteca «Luis Lagomarsino» que, en rigor, fue fundada a principios de la década de 1990, cuando el Lic. Manuel Alvarado Ledesma era el director de la sede, bajo la instrucción del Presidente de la Asociación Civil, Dr. Enrique A. Betta. Los primeros libros de la Biblioteca provinieron de la biblioteca particular del Dr. Julio César Gancedo.  Por aquel tiempo y a iniciativa del Lic. Alvarado Ledesma se inauguró la capilla/oratorio, con imágenes encargadas por éste al artista Diego Curuchet. A los pocos días, a solicitud del director, fue bendecida por el entonces monseñor Jorge Bergoglio. Tanto el edificio de la Biblioteca como el Auditorio fueron obras diseñados por el prestigioso arquitecto Clorindo Testa. Resta para la última etapa la construcción de la residencia para estudiantes y profesores, el Hospital Veterinario y el Hospital Universitario. Todas estas obras sumarán casi 10.000m2 cubiertos. El Campus "Nuestra Señora del Pilar" tiene en su sede distintas áreas de servicios (Biblioteca, Centro de Informes, Secretaría General, Secretaría Administrativa, Bienestar Estudiantil, Centro para Graduados, Intercambio Internacional, Pastoral, Laboratorios de Informática), que permiten optimizar la gestión académica. En lo que respecta al área deportiva y recreativa, debe señalarse que cuenta con canchas propias de fútbol, rugby, hockey, básquet, vóley, tenis.

## Campus San Roque González de Santa Cruz
Ubicado en el noreste de la provincia de Corrientes, cerca de la localidad de Gobernador Virasoro, este Campus fue creado apra el dictado de la carrera de Agronomía y Veterinaria. Sus modernas instalaciones, que comprenden aulas y laboratorios en funcionamiento, suman aproximadamente 4000m2 y representan una tercera parte del total del área proyectada. Actualmente, además de estas dos carreras, se cursan en ellas la de Ingeniería Forestal y la de Técnico Universitario en Producción Ganadera. La USAL presentó su proyecto ante el pueblo de Gobernador Virasoro el 6 de septiembre de 1989, en una ceremonia en la que estuvieron presentes autoridades eclesiásticas y civiles de la provincia. Merece destacarse en las sentido al señor Juan Bertrán, quien donó el predio donde hoy se alza el Campus, al señor Adolfo Navajas Artaza, por las viviendas otorgadas en préstamo a fin de albergar al personal docente y de administración; a la Asociación de Criadores de Cebú, que facilitó el local para el dictado de clases, a la Escuela Agrotécnica Víctor Narvajas Centeno, por permitir el uso de sus instalaciones y a los Establecimientos Villa Corina y Ganadera del Celé, por ofrecer a la USAL la posibilidad de que sus estudiantes realizaran las prácticas necesarias para su formación profesional.